# Ngraho (Kalitidu)
Ngraho is een bestuurslaag in het regentschap Bojonegoro van de provincie Oost-Java, Indonesië. Ngraho telt 2506 inwoners (volkstelling 2010).